# Henry Milner
Pour les articles homonymes, voir Milner.
Henry Milner, né le 17 avril 1946, est un politologue canadien. Professeur au collège Vanier, à l'Université Laval et à l'Université d'Umeå, il a occupé la présidence de la Société québécoise de science politique. Coéditeur de la revue Inroads, il s'est en outre intéressé à la politique scandinave, la politique canadienne et la politique comparée. Il a été invité en tant que chercheur en Australie, en France, en Finlande et en Nouvelle-Zélande.

## Ouvrages publiés
- Sweden: Social Democracy in Practice, 1989
- Social Democracy and Rational Choice, 1994
- Making Every Vote Count: Reappraising Canada's Electoral System, 1999
- Civic Literacy: How Informed Citizens Make Democracy Work, 2002
- La réforme scolaire au Québec. Traduit de l’anglais par Jean-Pierre Fournier. Montréal, Les Éditions Québec/Amérique, Collection: Dossiers/Documents. 1984, 212 pp.
- Politics in the New Quebec. Toronto: McLelland and Stewart Ltd., 1978, 257 pp.
- The decolonization of Quebec: an analysis of left-wing nationalism. Toronto: McClelland and Stewart, 1973, 257 pages. Collection: Carleton Contemporaries.
- Participant Observer An Unconventional Life in Politics and Academia.  FriesenPress, 2021.